# Günther Prien

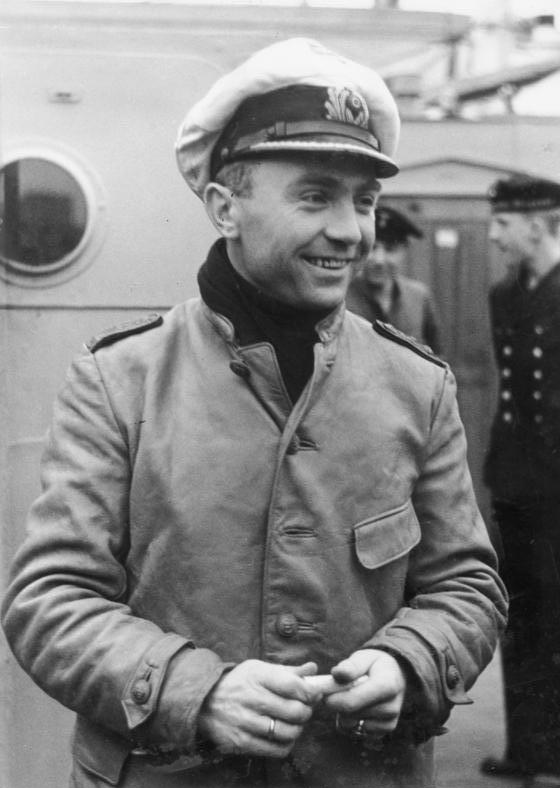
Günther Prien an Bord eines Kriegsschiffs, 1940

Günther Prien (* 16. Januar 1908 in Osterfeld; † frühestens am 7. März 1941 im Nordatlantik, südlich von Island) war ein deutscher Marineoffizier und U-Boot-Kommandant. Aufgrund seiner militärischen Erfolge galt er für die nationalsozialistische Propaganda als idealtypischer Kriegsheld. Seine Bekanntheit erlangte er vor allem wegen des erfolgreichen Angriffs am 14. Oktober 1939 auf Scapa Flow, den Heimathafen der Home Fleet und bedeutsamen britischen Kriegshafen.

## Leben

### Elternhaus, Schulbildung
Günther Prien wurde am 16. Januar 1908 in Osterfeld in der Provinz Sachsen als Sohn des Amtsgerichtsrates Gustav Prien und Margarete Bohstedts geboren. Vom Vater sind später die Wohnorte Goslar und ab 1930 Hannover bekannt. Prien lebte seit seinem fünften Lebensjahr bei Verwandten, dem Notar Carl Hahn und seiner Ehefrau, in Lübeck. Er besuchte dort das Katharineum und später das Leipziger Königin-Carola-Gymnasium. Prien brach mit 16 Jahren den Besuch dieses Gymnasiums ab, das später, als er ein bekannter U-Bootkommandant geworden war, nach ihm benannt wurde, und ging zur Handelsmarine. Im Jahr 1927 war Prien in Leipzig gemeldet. 1931 bestand er die Kapitänsprüfung, war danach aber arbeitslos. Laut seiner späteren Autobiografie machte er für seine Arbeits- und Perspektivlosigkeit die Weimarer Republik verantwortlich und trat 1931 aus Verbitterung der NSDAP bei (Mitgliedsnummer 1.128.487).

### Militärischer Werdegang
Günther Prien trat am 16. Januar 1933 in die Reichsmarine ein. Er wurde in die Crew 31 eingegliedert und am 1. März zum Fähnrich zur See ernannt. Im Anschluss an die obligatorische Infanterieausbildung bei der Schiffsstammdivision der Ostsee auf dem Dänholm bei Stralsund absolvierte Prien vom April 1933 bis September 1934 Fähnrichslehrgänge an der Marineschule Mürwik und der Deckoffizierschule in Kiel. Am 1. April 1935 wurde Prien, der zu dieser Zeit auf dem Leichten Kreuzer Königsberg fuhr, zum Leutnant zur See ernannt. Im selben Jahr meldete Prien sich zur U-Bootwaffe. Dort absolvierte er bis Ende April 1936 eine U-Boot-Ausbildung, besuchte die U-Bootschule in Kiel und fuhr auf dem Schulboot U 3. Ab dem 11. Mai 1936 diente Prien als Erster Wachoffizier (I WO) auf U 26 unter Kapitänleutnant Werner Hartmann. In seine Bordzeit fielen mehrere Einsätze im Spanischen Bürgerkrieg. Von Oktober bis Dezember 1938 erhielt Prien die Baubelehrung für sein zukünftiges Boot U 47 bei der Germaniawerft in Kiel. Am 17. Dezember 1938 wurde ihm das Kommando über U 47 übertragen, das zur U-Flottille Wegener gehörte.
Am 1. Februar 1939 wurde Prien zum Kapitänleutnant befördert. Zu Kriegsbeginn patrouillierte Prien mit U 47 westlich von Bordeaux, nachdem das Boot schon am 19. August 1939 in Kiel ausgelaufen war. Die deutschen U-Bootkommandanten, die sich zum Zeitpunkt des Kriegsbeginns auf See befanden, reagierten unterschiedlich auf die veränderten Umstände. Fritz-Julius Lemp, ein Crewkamerad Priens, versenkte mit U 30 das britische Passagierschiff Athenia, ohne das Fahrzeug vorher anzuhalten oder eindeutig identifiziert zu haben. Prien hielt sich jedoch an das Vorgehen nach U-Boot-Protokoll, was auch von Dönitz unmittelbar nach dem Athenia-Zwischenfall über Funk angeordnet wurde. Dementsprechend ließ Prien zunächst drei Schiffe neutraler Nationen ziehen. Am nächsten Morgen griff er den britischen Frachter Bosnia (2.407 BRT) zunächst mit Artilleriefeuer an. Nachdem die Besatzung von Bord gegangen und durch ein angehaltenes norwegisches Schiff in Sicherheit gebracht worden war, versenkte er das Schiff mit einem Torpedo. Auf dieselbe Weise versenkte er am folgenden Tag die Rio Claro (4.086 BRT) und versuchte es auch bei der Gartavon (1.777 BRT), die er aber schließlich mit Artilleriefeuer versenkte, da der abgefeuerte Torpedo versagt hatte. Am 15. September lief U 47 wieder in Kiel ein.

### Scapa Flow

#### Der Angriff

Eindringen von U 47 in Scapa Flow

Am 1. Oktober 1939 erhielt Prien vom Befehlshaber der U-Boote (BdU) Karl Dönitz den Auftrag, in den britischen Kriegshafen Scapa Flow einzudringen. Dönitz gab Prien mindestens 24 Stunden Bedenkzeit für die freiwillige Mission, doch Prien sagte schon am nächsten Tag zu. Dieser Auftrag glich einem „Selbstmordkommando“, da der Hafen schwer gesichert war, schon im Ersten Weltkrieg zwei deutsche U-Boote (U 18 und UB 116) bei ähnlichen Missionen versenkt worden waren und der Angriff aufgrund der starken Strömung nur in Überwasserfahrt möglich war.
Als Angriffstermin wurde die Nacht vom 13. auf 14. Oktober gewählt, um die tiefe Dunkelheit einer Neumondnacht zu nutzen. Am 8. Oktober legte U 47 aus Kiel ab und begab sich auf die etwa 1100 km lange Fahrt. Trotz aller Widrigkeiten in Form von versenkten Blockschiffen, Netzsperren, Patrouillenbooten und unerwartet heller Nacht durch Polarlicht gelang Prien gegen Mitternacht das Eindringen in Scapa Flow in Überwasserfahrt. Gegen 1 Uhr schoss er drei Torpedos auf ein gesichtetes Großkampfschiff, jedoch explodierte nur ein Torpedo am Bug oder der Ankerkette des Schlachtschiffes Royal Oak. Da die britischen Befehlshaber die Explosion nicht auf einen Angriff zurückführten, blieb es im Hafen ruhig. Dies nutzte Prien aus, ließ die Torpedorohre nachladen und schoss eine Viertelstunde nach dem ersten Angriff einen weiteren Dreierfächer, von denen alle Torpedos die Royal Oak trafen. Das Schiff sank dreizehn Minuten nach den Treffern. 833 Seeleute starben dabei.

#### Propagandistische Bedeutung

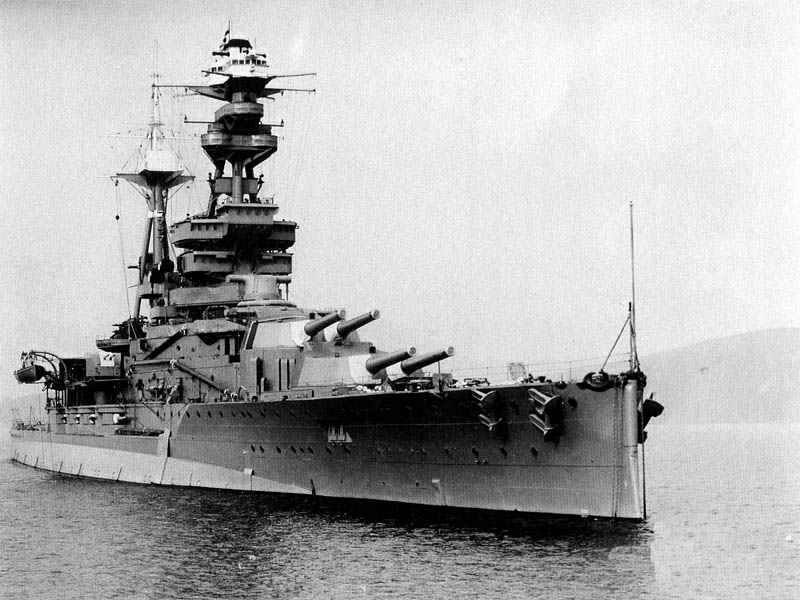
Die Royal Oak, 1937

Bei der Rückkehr am 17. Oktober in Wilhelmshaven wurde die Besatzung von Dönitz und Großadmiral Erich Raeder schon am Kai begrüßt. Einen Tag später empfing Adolf Hitler die Mannschaft von U 47, nachdem er sie mit seinem Privatflugzeug nach Berlin hatte holen lassen. Dabei wurde Prien das Ritterkreuz des Eisernen Kreuzes verliehen, während die Männer seiner Besatzung mit dem Eisernen Kreuz Zweiter Klasse ausgezeichnet wurden. Der Empfang Priens und seiner Mannschaft war der erste einer ganzen Reihe von Empfängen. Prien wurde damit zum ersten deutschen Soldaten, den die NS-Propaganda zu einem reichsweit bekannten Kriegshelden stilisierte.
Priens Tat, von der sich die NS-Propaganda eine hohe symbolische Wirkung erhoffte, sollte die mystifizierte Selbstversenkung der Kaiserlichen Hochseeflotte in Scapa Flow von 1919 ausgleichen und sie in ein Idealbild für den U-Boot-Krieg transformieren.
In Scapa Flow hatte Prien in den Augen der nationalsozialistischen Tagespresse nicht nur eine „für unmöglich gehaltene militärische Leistung“ erbracht, sondern auch die als persönlichen und nationalen Ehrverlust erlebte Übergabe der „unbesiegte[n] deutschen Hochseeflotte“ aufgehoben. Diesen Aspekt hob Adolf Hitler beim Empfang Priens und der Verleihung des Ritterkreuzes hervor. Prien habe an einem Ort, an dem „ein deutscher Admiral diese Flotte vor der letzten Schande bewahrt und gerettet habe“, „die stolzeste Tat, die überhaupt ein deutsches U-Boot unternehmen und vollbringen konnte“, vollbracht. Prien habe, so der Historiker Rene Schilling, den symbolischen Erfolg von 1919 in einen tatsächlichen Sieg verwandelt und außerdem die mit dem Aufstand der Matrosen 1918 begonnene Revolution bekämpft. Priens NS-Biograph Frank formulierte: Prien habe die „Schmach von 1918 an jenem Ort mit unerhörter Kühnheit gerächt.“
Nach der Ritterkreuzverleihung gab es eine Reihe von Empfängen für Prien und seine Mannschaft. Ein Auftritt in der Rundfunksendung Wunschkonzert für die Wehrmacht scheiterte an Terminproblemen. Das Wunschkonzert, das schon Erfolgsmeldungen verbreitet hatte, als sich U 47 noch auf dem Rückweg von Scapa Flow befand, brachte am Tag der Ritterkreuzverleihung einen längeren Wortbeitrag. Es wurde verkündet, dass Geld- und Sachspenden von über 50.000 RM für Prien und seine Mannschaft zusammengekommen seien. Für Prien und seine Mannschaft, die am Abend das Berliner Varieté Wintergarten besuchten, wurde die Sendung des Wunschkonzertes auf die Lautsprecheranlage des Theaters geschaltet und das Programm unterbrochen.
Städte und Gemeinden ehrten Prien. Die Stadt Hannover – Priens Vater war hierhin 1930 gezogen – machte ihn kurzerhand zum Hannoveraner. Prien ließ durch seinen Vater dem Bürgermeister von Hannover mitteilen, dass er nicht wünsche, als „Kitschfigur durch den Sensationswolf der Reporter“ gedreht zu werden. Das Leipziger Königin-Carola-Gymnasium, das Prien besucht hatte, wurde in seinem Beisein in Günther-Prien-Schule, Staatliche Oberschule für Jungen umbenannt. Lübeck, wo Prien lange gelebt hatte, organisierte einen Empfang im Rathaus mit tausenden jubelnder Menschen.
Die Historiker Waldemar R. Röhrbein und Klaus Mlynek urteilten, dass Prien regelrecht vermarktet wurde.

#### Die Autobiographie „Mein Weg nach Scapa Flow“
Prien veröffentlichte unter dem Titel Mein Weg nach Scapa Flow 1940 eine Biografie, die eine Auflage von 890.000 Exemplaren erreichte. Dies war der Platz 8 der Bestsellerliste in der Zeit des Nationalsozialismus. Übersetzungen erschienen in einer Reihe der von Deutschland besetzten Staaten, aber auch im franquistischen Spanien. 1941 wurde dieses Buch als Jugendbuch von der Reichsamtleitung des Nationalsozialistischen Lehrerbundes (NSLB) mit dem Hans-Schemm-Preis ausgezeichnet. 1969 erschien eine englische Übersetzung im Verlag Allan Wingate-Baker (London / New York) unter dem Titel U-Boat Commander.
Hajo Neumann bezeichnet Mein Weg nach Scapa Flow als bekanntestes U-Boot-Buch des Zweiten Weltkrieges. Die Erzählstruktur sei nahezu prototypisch für die U-Boot-Memoiren, die sich auch in Nachkriegsveröffentlichungen von Wilhelm Schulz, Erich Topp oder Reinhard Suhren fänden. Der U-Boot-Krieg macht gerade ein Drittel des Buches aus. Prien schildert seinen Werdegang in der Handelsmarine, wo seinen Angaben nach arrogante Vorgesetzte und Naturgewalten dominierten. Er beschreibt den gesellschaftlichen Aufstieg aus ärmlichen Verhältnissen über den frühen NSDAP-Eintritt, den Reichsarbeitsdienst bis zum Ritterkreuz, wie es zum Idealbild der NS-Propaganda gehörte.

#### Propaganda und Alltagskultur

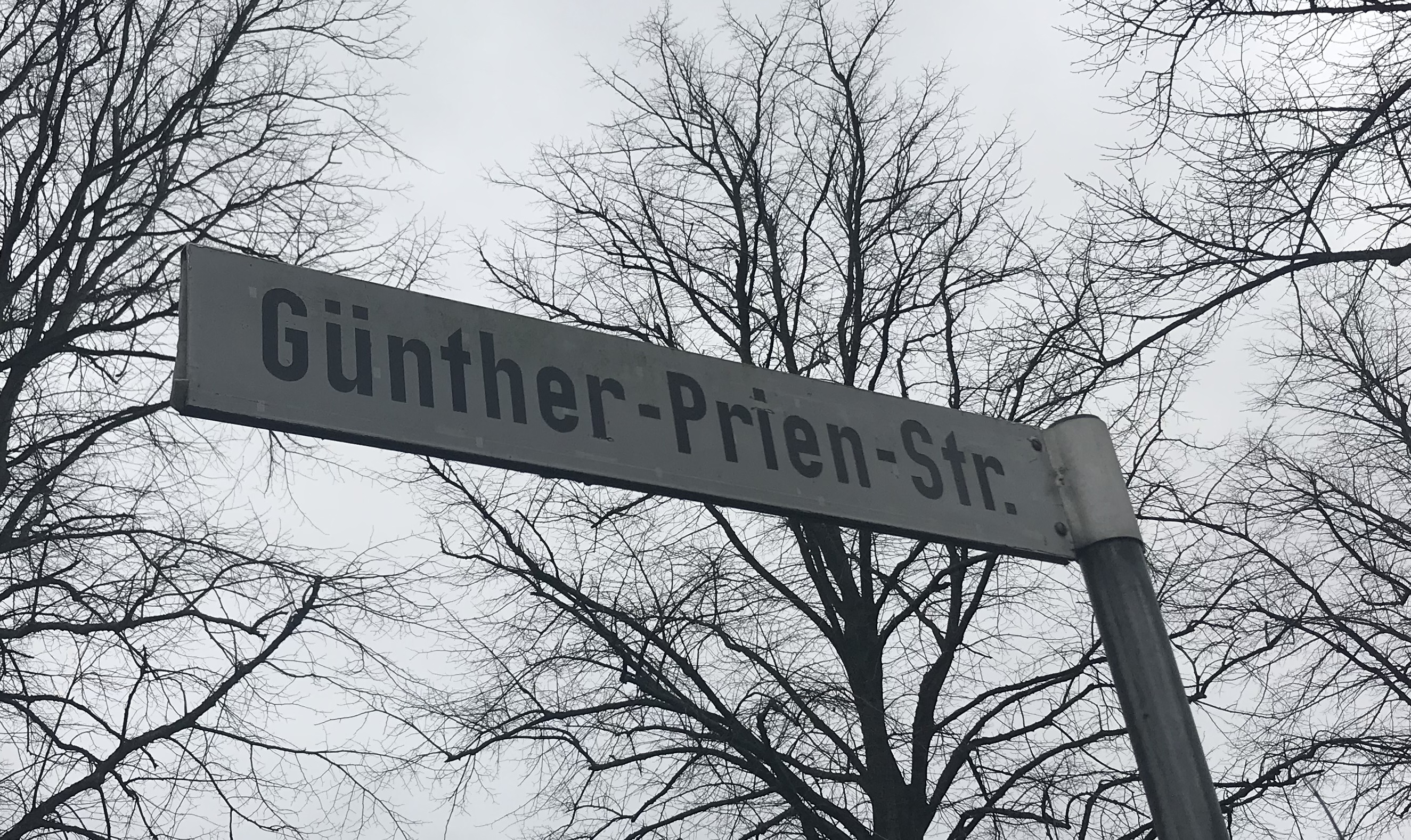
Günther-Prien-Straße in Schönberg, Plön

Prien wurde vielfältig propagandistisch genutzt und gehörte nach Angabe des Deutschen Historischen Museums zur Alltagskultur:
- Als Mini-Bildheft für die Reihe „Helden der Wehrmacht“ des Winterhilfswerkes.[23]
- Als von Wolfgang Willrich gestaltete Sammelpostkarte für den Volksbund für das Deutschtum im Ausland, die Jugendliche für den Krieg begeistern sollte.[24]
- Als Grußpostkarte.
- Als Propaganda-Brettspiel „Mit ‚Prien‘ gegen England“, erschienen bei Schmidt Spiele, in dem die Spieler als Kommandanten eines U-Boots auf Feindfahrt fungieren.[25][26]
- Als Namensgeber für Stuben bei der Kinderlandverschickung.[27]
- In deutschen Ortschaften wurden Straßen nach Prien benannt. In Lahnstein wurde die Rudolf-Heß-Straße, nachdem dieser sich am 10. Mai 1941 nach England abgesetzt hatte, in Günther-Prien-Straße umbenannt und behielt den Namen bis 1945.[28] Eine Straße in einer in den letzten Kriegsjahren erbauten Finnenhaussiedlung in Schönberg (Holstein) trägt bis heute den Namen Günther-Prien-Straße.[29]
- Wolfgang Frank veröffentlichte 1941 nach eigenen Aufzeichnungen während seiner Tätigkeit in der Propagandakompanie an Bord und nach vorliegenden Kriegstagebüchern das Buch Prien greift an.[1]

### Weitere militärische Einsätze

#### Unternehmen Weserübung
Bei der Invasion in Norwegen und Dänemark (Unternehmen Weserübung) ab dem 9. April 1940 kam es aufgrund fehlerhafter Torpedos zur Torpedokrise. Als Prien einen britischen Transportverband mit acht Torpedos angriff und dabei die Geschosse versagten, beschwerte er sich in einem Bericht an den BdU, dass „man ihm nicht noch einmal zumuten solle, mit einem Holzgewehr zu kämpfen“.

#### Versenkung der Arandora Star

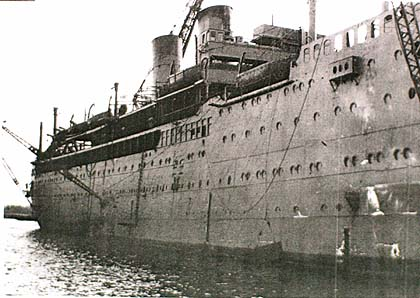
Die Arandora Star
vor dem Auslaufen nach Kanada

Im Juli 1940 versenkte das von Prien kommandierte U 47 den britischen Passagierdampfer Arandora Star. Unter den über 800 Toten war eine große Zahl Deutscher, die ins britische Exil geflüchtet waren, darunter der KPD-Reichstagsabgeordnete Karl Olbrysch. Die Versenkung führte zu einer Änderung der britischen Flüchtlingspolitik.

#### Verlust vonU 47und wahrscheinlicher Tod Priens

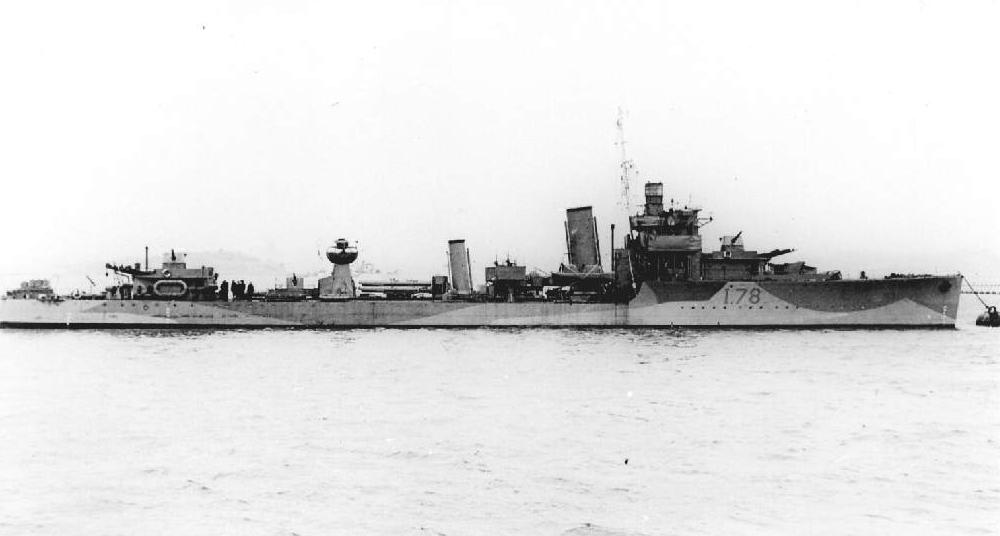
Wolverine

U 47 operierte Anfang März 1941 gegen den Konvoi OB 293 südwestlich von Island und wurde dabei mit hoher Wahrscheinlichkeit in der Nacht vom 7. auf den 8. März 1941 versenkt. Am 24. Mai 1941 gab das Oberkommando der Wehrmacht bekannt, dass U 47 von einem Einsatz nicht zurückgekehrt war und mit Priens Tod gerechnet werden müsse.
Diese Meldung beeinflusste die Stimmung im deutschen Volk, wie Berichte des SD belegen, die von einer allgemeinen Trauer sprechen. Das Propagandaministerium reagierte im Vorfeld der Bekanntgabe damit, die Todesmeldung in Erfolgsmeldungen einzubetten.
Bis 1945 hielten sich Gerüchte, Prien habe überlebt und säße wegen Gehorsamsverweigerung im Gefängnis. 1946 erschien die amtliche britische Darstellung (The Battle of Atlantic, London 1946) mit der Bekanntgabe der Versenkung der U 47 durch Wasserbomben der Wolverine. Auf Nachfrage bei den britischen Behörden erhielten Priens Angehörige die gleiche Auskunft. Neuere Erkenntnisse kommen jedoch zu dem Schluss, dass die Wolverine vermutlich das U-Boot U A angriff und dabei schwer beschädigte. Da kein Sicherungsfahrzeug der Versenkung von U 47 eindeutig zugeordnet werden kann, ist es nicht ausgeschlossen, dass Priens Boot durch einen eigenen, von U 47 geschossenen, Torpedo zerstört wurde (sogenannter Kreisläufer).
Bis dahin war Prien in seiner Laufbahn als U-Bootkommandant insgesamt 238 Tage auf Einsatzfahrt und versenkte dabei 32 Schiffe mit 211.393 BRT.

## Rezeption nach 1945

### Film
In der Bundesrepublik Deutschland erschien im Jahr 1958 der Film U 47 – Kapitänleutnant Prien, der eine „zurechtgebogene Biographie […], unkritische Heldenbeweihräucherung und verlogene Antikriegsmoral in einem filmtechnisch dürftigen Seekriegsspektakel [bietet].“ Der Film rief negative Reaktionen von U-Boot-Veteranen hervor, die die Person Prien falsch dargestellt sahen.

## Auszeichnungen und Ehrungen
- Wehrmacht-Dienstauszeichnung IV. Klasse am 22. Januar 1937[39]
- U-Boot-Kriegsabzeichen (1939)[40]
- Eisernes Kreuz (1939) II. Klasse am 25. September 1939
- Eisernes Kreuz (1939) I. Klasse am 17. Oktober 1939
- Ritterkreuz des Eisernen Kreuzes mit Eichenlaub[41]
  - Ritterkreuz 18. Oktober 1939
  - Eichenlaub 20. Oktober 1940 (5. Verleihung) als Kapitänleutnant und Kommandant von U-47
- Achtmalige Nennung im Wehrmachtbericht
- Hans-Schemm-Preis des Nationalsozialistischen Lehrerbundes für Mein Weg nach Scapa Flow 1941[21]
- Das Königin-Carola-Gymnasium, dessen Besuch Prien abgebrochen hatte, wurde nach ihm umbenannt.

## Autobiografie
- Mein Weg nach Scapa Flow. Deutscher Verlag, Berlin 1940. auch: Buenos Aires, Libreria Goethe, 1941. auch: Berlin, Amsterdam, Prag, Wien, Volk u. Reich Verlag 1944
- Neue Auflage: Mein Weg nach Scapa Flow. Erlebnisbericht. Sketec-Verlag GmbH, Passau 2020, mit Illustrationen; DNB 1203645015.